# 岡山県道461号矢原国ヶ原線
岡山県道461号矢原国ヶ原線（おかやまけんどう461ごう やばらくにがはらせん）は、岡山県岡山市北区を通る一般県道である。

## 概要
岡山市北区御津矢原と岡山市北区御津国ヶ原を結ぶ。
大部分が軽自動車でもすれ違えないほどの細道で、すれ違えない部分で対向車が来ると県道を半分以上バックしなければならない事もあるため、道路沿いにある民家などに用事のない時は川向かいの国道53号を通行した方がいい。起点は、岡山県道53号御津佐伯線の金川大橋、終点は、岡山県道81号東岡山御津線の葛城橋で国道53号とつながっている。

### 路線データ
- 起点：岡山県岡山市北区御津矢原（岡山県道53号御津佐伯線交点）
- 終点：岡山県岡山市北区御津国ヶ原（岡山県道81号東岡山御津線交点）
- 総延長：3.5 km

## 歴史
- 1983年（昭和58年）12月23日 - 岡山県告示第1,049号により認定される。
- 2005年（平成17年）3月22日 - 御津郡御津町が岡山市に編入されたことに伴い起終点の地名表記が変更される。

## 地理

### 通過する自治体
- 岡山市（北区）

### 交差する道路
| 交差する道路             | 交差する場所 | 交差する場所 |
| ------------------------ | ------------ | ------------ |
| 岡山県道53号御津佐伯線   | 御津矢原     | 起点         |
| 岡山県道81号東岡山御津線 | 御津国ヶ原   | 終点         |

### 沿線
- 旭川
- JR西日本津山線 野々口駅（終点付近）